# Linda Holmeide
Linda Johnsen-Holmeide (ur. 1 grudnia 1972) – norweska zapaśniczka walcząca w stylu wolnym. Brązowa medalistka mistrzostw świata w 1992 i 1993; czwarta w 1990 i 1994. Wicemistrzyni świata kadetów w 1988 roku.
Mistrzyni Norwegii w 1990 i 1994 roku.